# Streptanthus barbiger
Streptanthus barbiger là một loài thực vật có hoa trong họ Cải. Loài này được Greene miêu tả khoa học đầu tiên năm 1888.